# Elisabeth Lardelli
Elisabeth Lardelli (geborene von Waldkirch; * 21. Februar 1921 in Bern; † 9. März 2008 in Chur; heimatberechtigt in Poschiavo) war eine Schweizer Politikerin (SVP).

## Ausbildung und Beruf
Nach der Matura am Gymnasium in Bern studierte Lardelli zwischen 1941 und 1947 Rechtswissenschaft an der Universität Bern und erwarb das bernische Fürsprecherspatent. Nach Übersiedlung nach Chur erwarb 1950 als erste Frau das graubündnerische Anwaltspatent.
Von 1955 bis 1985 leitete Lardelli die Rechtsauskunftsstelle der Frauenzentrale Graubünden.

## Politische Tätigkeit
Von 1973 bis 1979 war Lardelli in Graubünden Grossrätin für die SVP. Im Jahr 1974 rückte sie als Ersatzkandidatin für den in den Ständerat gewählten Leon Schlumpf in den Nationalrat nach, blieb aber nur bis 1975 im Rat. Von 1977 bis 1980 war sie Präsidentin des Schweizerischen Verbandes der Akademikerinnen. Lardelli setzte sich in ihrer politischen Arbeit für das Frauenstimmrecht und die Gleichberechtigung der Frauen sowie für das neue Kinder- und das Eherecht ein.